# Skid Row (ban nhạc Mỹ)
Skid Row là một ban nhạc heavy metal của Mỹ, được thành lập năm 1986 tại Toms River, New Jersey với các thành viên Rachel Bolan (guitar bass), Dave "the Snake" Sabo (guitar), Scotti Hills (guitar lead), Rob Affuso (bộ gõ), và Sebastian Bach (hát chính). Các thành viên hiện tại theo thứ tự là Bolan, Sabo, Hills, Dave Gara, và Johny Solinger.
Cho đến năm 2008, Skid Row đã phát hành 5 album đầy đủ, một EP, một album tổng hợp, và một album biểu diễn. Trong đó thành công nhất là hai album đầu tiên Skid Row và Slave to the Grind. Album gần đây nhất của nhóm là Revolutions Per Minute, phát hành ngày 24/10/2006.

## Lịch sử

### Những năm đầu (1986-1988)
Skid Row được thành lập năm 1986 tại Toms River, New Jersey, Hoa Kỳ, sau khi tay bass Rachel Bolan và guitar Dave "the Snake" Sabo gặp nhau tại một cửa hàng nhạc cụ địa phương, nơi Sabo đang làm việc. Các thành viên gia nhập sau đó bao gồm guitar lead Scotti Hills tay trống Rob Affuso (sau khi thử bản Midnight/Tornado), và hát chính Sebastian Bach (thay thế cho Matt Fallon, người được cho là có giọng hát qua giống Jon Bon Jovi, bạn thân của Sabo). Năm 1988, với sự hỗ trợ của Jon Bon Jovi (đã đạt được thành công lớn với ban nhạc Bon Jovi), Sabo ký hợp đồng thu âm với hãng đĩa Atlantic Records, sau Ozzy Osbourne, White Lion, Extreme, và cho phát hành album đầu tay.

### Skid Row(1989-1990)

Bìa trước của album Skid Row (1989)

Album cùng tên Skid Row được phát hành vào tháng 1, năm 1989, ngay lập tức đạt được thành công lớn, với 5 lần được danh hiệu platinum. Các đĩa đơn được xuất ra từ album này là "18 and Life", "I Remember You", và đặc biệt là "Youth Gone Wild" trở thành những bài hát "kinh điển" cho giới trẻ Hoa Kỳ thời đó. Skid Row bắt đầu tạo được tiếng vang trên toàn thế giới, và được mời biểu diễn tại Liên hoan âm nhạc ở Moscov (1989) cùng với các ban nhạc kì cựu khác như Scorpions, Bon Jovi, Cinderella...
Song song với thành công, Skid Row bắt đầu có một số scandal mà chủ yếu là xoay quanh ca sĩ hát chính Sebastian Bach. Ngày 27/12/1989, khi đang biểu diễn mở màn cho Aerosmith tại Springfield, Massachusetts, Bach bị một khán giả quá khích ném chai vào đầu làm bị thương. Sau khi nhặt chai ném ngược trở lại nhưng lại trúng vào một khán giả nữ khác, Bach liền nhảy xổ vào đám đông để đánh trả. Trong đĩa DVD Oh Say Can You Scream (1990) có quay lại sự kiện này.
Một thời gian ngắn sau đó, Bach lại mặc một chiếc áo thun trên có in dòng chữ chữ "AIDS Kills Fags Dead" do một fan hâm mộ ném lên sân khấu suốt một buổi biểu diễn. Việc này đã gây nên một làn sóng phản đối mạnh mẽ, nhất là từ cộng đồng người đồng giới ở Mỹ. Ngay sau đó, và nhiều năm sau, Bach liên tục xin lỗi, thú nhận đó là "hành động ngu xuẩn nhất trong đời mà tôi từng làm", đồng thời đóng góp cho quỹ từ thiện AIDS.

### Slave to the Grind(1991-1992)

Bìa trước của album Slave to the Grind (1991)

Album phòng thu thứ hai của Skid Row, Slave to the Grind được phát hành vào tháng 6, năm 1991, đạt được thành công lớn hơn cả album đầu tay, với vị trí thứ nhất trên các bảng xếp hạng của Hoa Kỳ. Skid Row bắt đầu chuyến lưu diễn vòng quanh thế giới kéo dài hơn một năm, gồm cả việc hát phụ cho Guns N' Roses năm 1991 và biểu diễn ở liên hoan Castle Donington năm 1992. Slave to the Grind đánh dấu cuộc cách mạng trong phong cách của Skid Row: tách ra khỏi ảnh hưởng của thể loại hair metal, chuyển hoàn toàn sang heavy metal, thậm chí có hơi hướng của thrash.

### Subhuman Race(1993-1998)
Sau chuyến lưu diễn Slave to the Grind, Skid Row cùng với nhiều ban nhạc khác đã phải chịu một làn sóng tấn công dồn dập của Nirvana và thể loại Alternative Rock. Chính vì vậy, trong suốt 2 năm sau đó, Skid Row không phát hành album phòng thu nào ngoài đĩa EP B-Side Ourselves (1992). Chỉ đến năm 1994, Skid Row mới trở lại phòng thu. Album Subhuman Race phát hành năm 1995 lọt vào top 40, nhưng không đạt được nhiều thành công. Các đĩa đơn từ album này là My Enemy, Into Another và Breakin' Down cũng không được yêu cầu nhiều trên MTV như trong thời kì Skid Row và Slave to the Grind.
Tháng 12, 1996, sau khi biểu diễn cùng với KISS, do mâu thuẫn nội bộ, Bolan và Sabo đã sa thải Bach ra khỏi Skid Row, thay thế là Sean McCabe. Không lâu sau đó, Affuso cũng rời Skid Row. Năm 1998, Skid Row phát hành album tổng hợp 40 Seasons, tập hợp những bài hát hay nhất của nhóm trong thời kì 10 năm (1988 - 1998). Album này cũng không đạt được thành công nào đáng kể.

### Tái hợp cùng với albumThickskinvàRevolutions Per Minute(1999 đến nay)
Sau 3 năm hoàn toàn lặng lẽ, năm 1999, Bolan, Sabo và Hills đã tái hợp Skid Row với ca sĩ chính Johny Solinger và tay trống Charlie Mills, sau này cũng rời Skid Row và được thay thế bởi Phil Varon từ Saigon Kick. Sau khi tái hợp, Skid Row chơi mở màn cho chuyến lưu diễn chiy tay của KISS và tham gia một số tour cùng với các ban nhạc thời kì 1980 như Poisons.
Album phòng thu thứ tư Thickskin phát hành vào năm 2003, đánh dấu sự trở lại chính thức của Skid Row. Sau album này, Varon cũng ra đi, và Charlie Mills vào thay thế.

#### Khả năng tái hợp với Bach
Sebastian Bach luôn luôn được đánh giá là ca sĩ chính huyền thoại của Skid Row cũng như dòng nhạc heavy metal. Theo đa số các fan hâm mộ, Skid Row chỉ có thể đạt được thành công với Bach. Tuy nhiên, do các mâu thuẫn nặng nề từ khi còn là thành viên, khả năng tái hợp của Bolan, Sabo, và Bach là gần như bằng 0.

## Thành viên
Thành viên hiện tại
- Dave "The Snake" Sabo – guitar, hát đệm (1986–nay)
- Rachel Bolan – bass, hát đệm (1986–nay)
- Scotti Hill – guitar, hát đệm (1987–nay)
- Johnny Solinger – hát chính (1999–nay)
- Rob Hammersmith – trống (2010–nay)

## Danh sách đĩa hát

### Album phòng thu
| Năm phát hành | Tên tựa đề             | Hãng thu âm   | Thứ hạng Billboard | Thứ hạng Oricon | Chứng nhận RIAA |
| ------------- | ---------------------- | ------------- | ------------------ | --------------- | --------------- |
| 1989          | Skid Row               | Atlantic      | 6                  | 5               | 5x Bạch kim     |
| 1991          | Slave to the Grind     | Atlantic      | 1                  | 3               | 2x Bạch kim     |
| 1995          | Subhuman Race          | Atlantic      | 35                 | 6               | Vàng            |
| 2003          | Thickskin              | Skid Row Recs | -                  | 111             | Không           |
| 2006          | Revolutions per Minute | SPV           | -                  | 266             | Không           |
| 2022          | The Gang's All Here    |               |                    |                 |                 |

### EP
| Năm phát hành | Tên tựa đề                          | Hãng thu âm | Thứ hạng Billboard | Thứ hạng Oricon | Chứng nhận RIAA |
| ------------- | ----------------------------------- | ----------- | ------------------ | --------------- | --------------- |
| 1992          | B-Side Ourselves                    | Atlantic    | 58                 | 15              | Vàng            |
| 2013          | United World Rebellion: Chapter One | Megaforce   | -                  | -               | -               |

## Giải thưởng và Đề cử
American Music Awards
| Năm  | Được đề cử | Hạng mục đề cử                                   | Kết quả   |
| ---- | ---------- | ------------------------------------------------ | --------- |
| 1990 | Skid Row   | Nghệ sĩ mới Heavy Metal/Hard Rock được yêu thích | Đoạt giải |
| 1990 | Skid Row   | Album Heavy Metal/Hard Rock được yêu thích       | Đề cử     |